# Parawintrebertia armata
Parawintrebertia armata är en insektsart som beskrevs av Marius Descamps och Wintrebert 1965. Parawintrebertia armata ingår i släktet Parawintrebertia och familjen Euschmidtiidae. Inga underarter finns listade i Catalogue of Life.